# 人体の不思議展
人体の不思議展（じんたいのふしぎてん）とは、実際の人間の死体に樹脂加工をほどこしスライスしたものや、さまざまなポーズをとらせたものなどが多数展示された展示会のこと。

## 概要
このような展示会はグンター・フォン・ハーゲンスが開発し数カ国で特許を取得しているプラスティネーションという技術によって可能になった。従来は死体の実物の標本といえば、ホルマリン液漬けになっているものや剥製のようなものであった。それがプラスティネーション技術をもちいて組織液を合成樹脂に置き換えることにより、臓器を腐らない状態でしかも生々しい外見で長期間展示できるようになった。
ハーゲンスはプラスティネーション協会Institute for Plastination（IfP)なる団体を設立、そして1995年より「Body worlds」という名称のプラスティネーションによって加工した死体を見せる展示会を世界各地で行うようになった。ハーゲンスは中国大連市でVon Hagens Dalian Plastination Ltdを設立・所有。同地で死体加工工場を経営し大量の死体標本を制作している。
この展示会は一時期は画期的とみなされ、当初から一部の批判はあったものの概して高く評価する声が多かったが、次第に深刻な人権侵害を引き起こしていると指摘され問題視されるようになり、日本では日本医師会や高久史麿日本医学会会長から死体解剖保存法違反との指摘がされるようになる。フランスでは2009年、裁判所が展示会の中止を命ずる判決を下した。
2012年3月、人体の不思議展公式サイト上で、閉幕と事務局の解散を宣言した。

## 経緯
日本では1996年から1998年ころまで各地で「人体の不思議展」が開催され、福岡市博物館では1998年7月12日から8月30日までの会期中に28万人以上が観覧し、同館で観覧者が20万人を超える初の展覧会となった。開催された人間の死体を輪切りにスライスにした標本や、他の臓器は取り除き血管網だけを選択的に残した標本、胎児を子宮に入れた状態の妊婦の死体の実物の標本、皮膚を剥がされて筋肉や内臓だけになった死体の実物標本がスポーツをしているポーズをとっているもの、あるいは動物の死体のプラスティネーション標本等々等々、従来一般には見られなかったような死体標本が数々展示され、人々の関心を集め、マスメディアでもさかんに宣伝され、多くの人々が来場した。1996年から1998年の日本の「人体の不思議展」は、ハーゲンスのプラスティネーション協会と日本の主催者とが提携して行われたものであった。
1998年から1999年ころに日本側の主催者とグンター・フォン・ハーゲンスとの間で契約内容で揉めて、プラスティネーション協会と共同での開催はとり止めとなり、展示に使われていた多数の標本もプラスティネーション協会に返却され、人体の不思議展は一旦は終了した。
その後、主催団体の構成が変わり、ハーゲンスのプラスティネーション協会とは別のハーゲンスの団体の手法を模倣した中国人による団体によって中国の地で新たに加工された死体標本を用いて、2002年から「新・人体の不思議展」と銘打って再び開催されるようになり、後に「新」という文字は後に取り除かれ、再び「人体の不思議展」という名称になった。
主催者である「人体の不思議展実行委員会」は「死体の提供は同意を得ている」などと表示するなどしているが、それに関する証拠は提示されていない。また、疑念を抱いた人々やグループから死体標本の献体証明書の開示を求められても拒否するばかりで開示していない。
「人体の不思議展」の人体標本は当初、協力施設として南京大学が表示されており、報道でも南京大学の研究施設から貸与などと報じられていたが、南京大学はこれを否定して抗議を行っている。
フランスでは、2009年4月21日に裁判所が、パリで開かれている人体展の中止を命ずる判決を出した。
山口県で開催されることになった際には、山口県保険医協会が2010年3月5日に一般財団法人山口県国際総合センターに対して『法と社会通念にそぐわない「人体の不思議展」の中止を求める要請』という文書を提出した。
また、2010年には、夏に新潟市中央区にある新潟県民会館で「人体の不思議展」が行われることになった際、新潟県保険医会が4月20日「人体の不思議展」開催中止を求める声明を発表した。5月17日には同保険医会から新潟県弁護士会に対して「人体の不思議展」の開催中止への協力を要請する文書が送られた。しかし、結局「人体の不思議展」は開催され、5万人以上が訪れた。
2010年12月から2011年1月に「京都市勧業館みやこめっせ」にて開催された同展をめぐり、展示を問題視した京都府保険医協会等が2010年12月、死体解剖保存法に抵触することを理由に主催者を告発した。京都府警察本部が厚生労働省へ照会したところ、標本は法律上の「死体」に当たるとの回答があった。死体解剖保存法では、特定の場所（病院など）以外で人間の遺体を保存する際には、自治体の許可を得ることを義務付けているが、同展では京都市に許可申請をしていなかった。2011年5月、京都府警は展示期間やその前後に標本を保管する行為は同法上の「保存」には当たらないと判断し、違法性は無いとして立件を見送った。
日本では株式会社エム・ディー・ソフトハウスが開催していた。
2018年10月、スイスのローザンヌ市当局は同市で開催されている展覧会で『中国で拷問され処刑された受刑者らの遺体が含まれている可能性がある』として展覧会の中止を発表した。拷問に反対するキリスト教徒によると、拷問死した法輪功のメンバーである可能性が高いとされる。